# Heuliez
Ne pas confondre avec Heuliez Bus, qui sont deux entreprises séparées.
 (août 2010).
Si vous disposez d'ouvrages ou d'articles de référence ou si vous connaissez des sites web de qualité traitant du thème abordé ici, merci de compléter l'article en donnant les références utiles à sa vérifiabilité et en les liant à la section « Notes et références ».

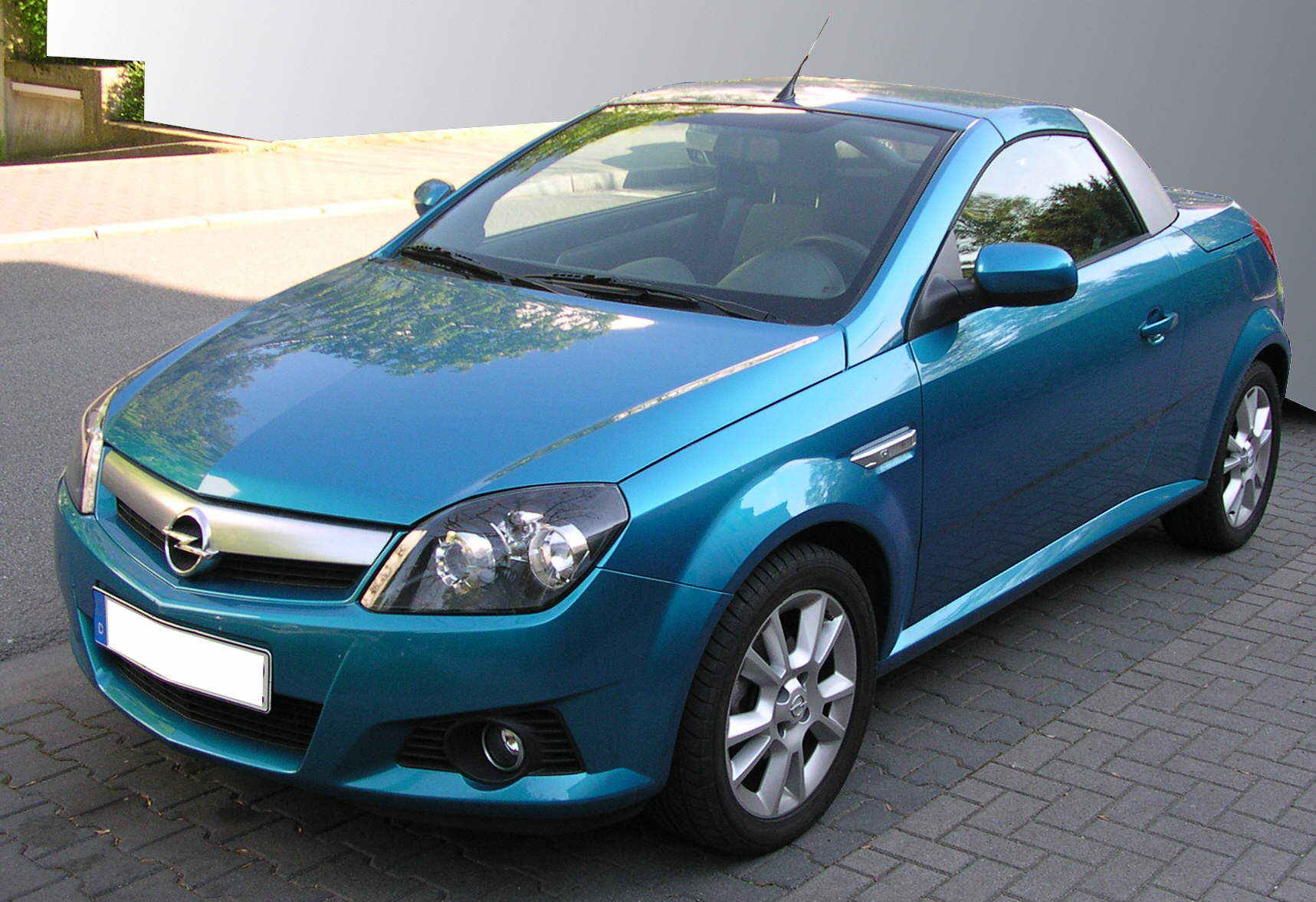
L'Opel Tigra TwinTop, la dernière production Heuliez.

Heuliez était une société française issue dans les années 1920 d'une affaire familiale de charronnage et disparue en 2013. Elle travaillait en tant qu'unité de conception et de production pour différents constructeurs automobiles. Son siège social se situait à Cerizay dans les Deux-Sèvres. Son activité s'est définitivement arrêtée le 31 octobre 2013. Les bâtiments et machines de la société ont été repris par une société d'économie mixte (SEM) nommée « Fabrique régionale du Bocage », dont la région Poitou-Charentes est actionnaire majoritaire.

## Activité
Créée à Cerizay plus d'un siècle auparavant par Adolphe Heuliez, la charronnerie familiale, reprise en 1922 par Louis Heuliez (1887-1947), est à ses débuts simplement une fabrique artisanale de charrettes anglaises qui furent par ailleurs l'emblème de la marque. En 1923, Louis Heuliez invente un procédé de caoutchoutage des roues de marque déposée "Elastic Rubber Tyres". En 1925, il sort le premier break Peugeot 177B et une année plus tard, la Boulangère qui sera vendue sous la marque Ford. En 1932, le premier autocar voit le jour dans les ateliers familiaux puis en 1936, il est un des premiers constructeurs français à sortir un autobus à ossature métallique sous la marque "Robustacier".
Quand Louis disparait en 1947, ce sont ses fils jumeaux, Henri (1914-1996) et Pierre (1914-2007), qui reprennent le flambeau familial. Dès lors, l'entreprise connait un nouvel essor.
En 1952, pour se diversifier, un département « Mobilier Scolaire » est créé en reprenant la marque "Robustacier", avec la production d'ossatures en tubes coudés, avec éléments en bois cintrés, de tables, chaises, armoires, tableaux pivotants sur pieds, bureaux, etc. Une production de 500 000 unités sort des ateliers d'assemblage en 1962, pour équiper les écoles françaises, en remplacement du mobilier d'avant-guerre, avec plus de 60 % du marché ; cette production sera délocalisée à Bressuire en 1969 et deviendra BRM en 1971.
En 1952 aussi, la société Louis HEULIEZ est créée, c'est elle qui assurera la fabrication en série des véhicules utilitaires Citroën 23/50HLZ en 1955. À partir de cette période, Heuliez devient un carrossier industriel sur châssis Renault, Citroën, Peugeot, Simca, pour camions et camionnettes.
En 1970, la holding Heuliez est créée.
Ensuite Heuliez se spécialise dans l'étude et la fabrication de prototypes pour les constructeurs, la production de courtes séries pour des marchés de niche ou dérivés, comme des voitures, coupé cabriolet, break en petites séries. Heuliez développe des concepts et des nouvelles technologies en carrosserie, plus particulièrement dans le domaine des toits rétractables, des ouvrants et des structures et systèmes de sièges.

## Histoire Heuliez-Bus
Heuliez est surtout connu pour les autobus construits, par sa filiale Heuliez Bus, principalement sur la base de châssis Citroën. En 1982, Renault Véhicules industriels prend 49 % du capital de la société Heuliez Bus (51 % restants propriété de S.A. Holding Heuliez). En 1992 Heuliez-Bus est propriété de la Holding Heuliez à 34 % et 66 % par RVI et Volvo. En 1999 Heuliez-Bus devient une filiale d'Irisbus, constituée par Renault (50 % du capital) et IVECO (50 % du capital) afin de regrouper les activités de fabrication d'autobus et d'autocars.
En 2001, Iveco rachète la totalité du capital d'Irisbus dont les 50 % détenu par Renault. À compter de cette date, Heuliez-Bus se détache donc définitivement du groupe Heuliez. Aujourd'hui les autobus Heuliez (117,3 millions d’euros de chiffre d'affaires en 2006 et 435 salariés) sont fabriqués sur le site de Rorthais (Mauléon dans les Deux-Sèvres). En 2014 Heuliez-Bus est filiale à 100 % de CNH Industrial.

## Heuliez Automobiles de Cerizay
De juin 2004 à 2009, grâce à un accord avec le constructeur allemand Opel, Heuliez produit l’Opel Tigra TwinTop, coupé-cabriolet deux places, entièrement étudié et développé par Heuliez, équipé d’un toit rétractable. Heuliez produit également l’intégralité de la structure de la banquette arrière de la Renault Modus.
L'entreprise présente en 2008 l'étude d'un véhicule urbain électrique, la Friendly. Elle s'était  montrée précurseur dans ce domaine, en adaptant au mode électrique plus de dix mille voitures (AX, Saxo, 106), entre les années 1998 et 2004, dont la plupart avaient été achetées par des collectivités locales notamment la ville de La Rochelle pour la location et d'autres villes Françaises ainsi que, naturellement, l'EDF.
En octobre 2007, à la suite de l'arrêt de la coopération vieille de cinquante ans entre Heuliez et PSA Peugeot-Citroën, Heuliez se place en procédure de sauvegarde. En juillet 2008, Argentum Motors Inde s'engage à verser dix millions d'euros et à en investir dix supplémentaires au cours des cinq années à venir en échange de 66 % du capital d'Heuliez. La crise financière mondiale a stoppé ce processus. Le FSI, dirigé par Gilles Michel (Directeur Général du FSI) avec l'accord de Luc Chatel (secrétaire d'État chargé de l'Industrie et de la Consommation du deuxième gouvernement François Fillon) refuse toute aide à Heuliez Automobiles.
Le 8 juillet 2009, le tribunal de commerce de Niort valide le plan de reprise de l'équipementier présenté par le groupe Bernard Krief Consulting. BKC étant l'unique candidat en lice, après le retrait de France Industrie Participations. Le 1er mars 2010, Louis Petiet, PDG de Bernard Krief Consulting, annonce qu'il abandonne son projet de reprise.
Bien que l'entreprise risque alors le dépôt de bilan, son carnet de commandes pour des voitures électriques est plein. Elle reste par ailleurs un fournisseur important de Volkswagen et de Lamborghini pour des toits rétractables.
La société Heuliez New World dépose le 18 mai 2010 une demande de reconnaissance de cessation de paiement au tribunal de commerce de Niort. Le 21 mai 2010, la société est placée en redressement judiciaire avec continuité d'activité. Cette demande ne concerne pas la société Heuliez Véhicule Électrique.
Le 30 juin 2010, l'affaire Heuliez semble s'éclaircir. Le tribunal de commerce de Niort dévoile l'identité des repreneurs : ce sont le groupe français BGI Baelen-De Gaillard Industries et la société allemande Con-Energy, secondée du groupe Pharma-Kohl. La société est séparée en deux sociétés distinctes et indépendantes : Heuliez, qui abandonne la production d'automobiles pour se recentrer sur la sous-traitance industrielles dans divers domaines, avec pour actionnaire le groupe BGI, et Mia electric, s'occupant de la conception et production d'automobiles électriques, avec pour actionnaires les sociétés Pharma-Kohl et Con-Energy, ainsi que la région Poitou-Charentes. Cette restructuration est censée simplifier la stratégie de l'entreprise Heuliez et d'augmenter les chances de succès.
En avril 2013, Heuliez qui se consacre essentiellement à la transformation de véhicules industriels et emploie environ trois cents personnes, annonce son intention de déposer le bilan.
Le lundi 30 septembre 2013, la liquidation de l'entreprise a été prononcée par le tribunal de commerce de Niort. Cette liquidation est assortie d'une continuation jusqu'au 31 octobre 2013.
Le 31 octobre 2013, Le tribunal de commerce de Niort autorise la reprise par une société d'économie mixte, dont la région Poitou-Charentes est actionnaire majoritaire, associée à un ensemble de sociétés privées (EURL La Charpenterie, Groupe Millet Industrie, Onex, SA Libner, SBCA, SAS Aphelie, Laboratoire Science et Nature et le député Jean Grellier),.

## Éléments clés Heuliez (hors Heuliez Bus)
- 460 000 véhicules de tous types assemblés depuis 1985
- 360 salariés (hors Heuliez Bus), principal employeur industriel du département des Deux-Sèvres (jusqu'à 3 000 personnes en 2004)
- 3 sites de production : France Cerizay, Espagne Mojados (cédé en 2011), Slovaquie Trenčín depuis 2006 (fermé 2010)
- 1 bureau d'études à Antony (fermé en 2009)
- Filiales et bureaux de représentations en Allemagne, Chine, Japon, Corée du Sud et États-Unis.

## Liste de voitures sur lesquelles Heuliez a travaillé

### Camionnettes
- Citroën Type H (petites séries)
- Peugeot J7 (petites séries)
- Peugeot 404 (adaptation de chassis-cabines en bétaillères, dans les années 1970)[9],[10],[11]
- Peugeot 504 (adaptation de chassis-cabines en bétaillères, dans les années 1980)[12],[13]

### Véhicules de grande série produits par Heuliez

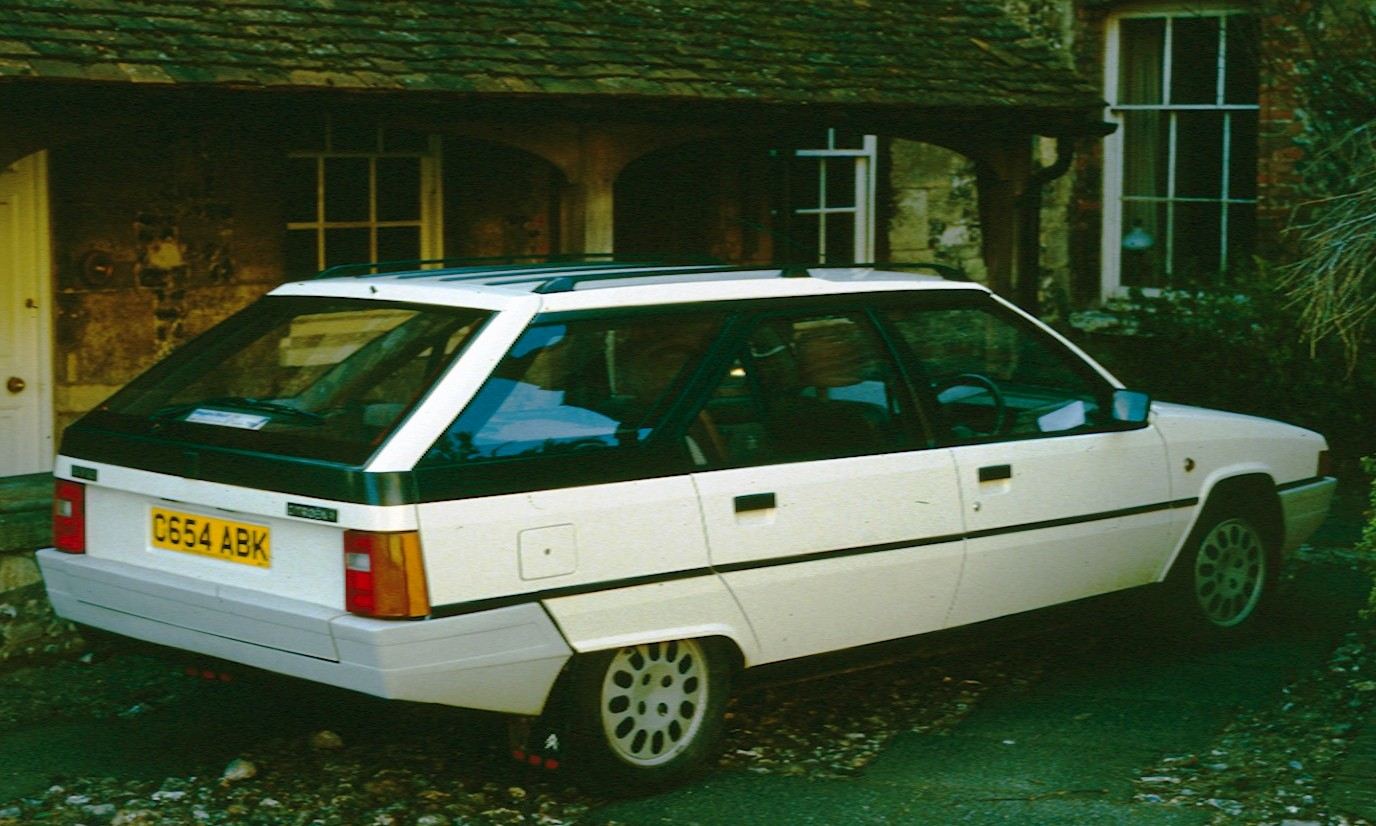
Citroën BX Break (1985-1994)
- Citroën BX berline (janvier à décembre 1993)
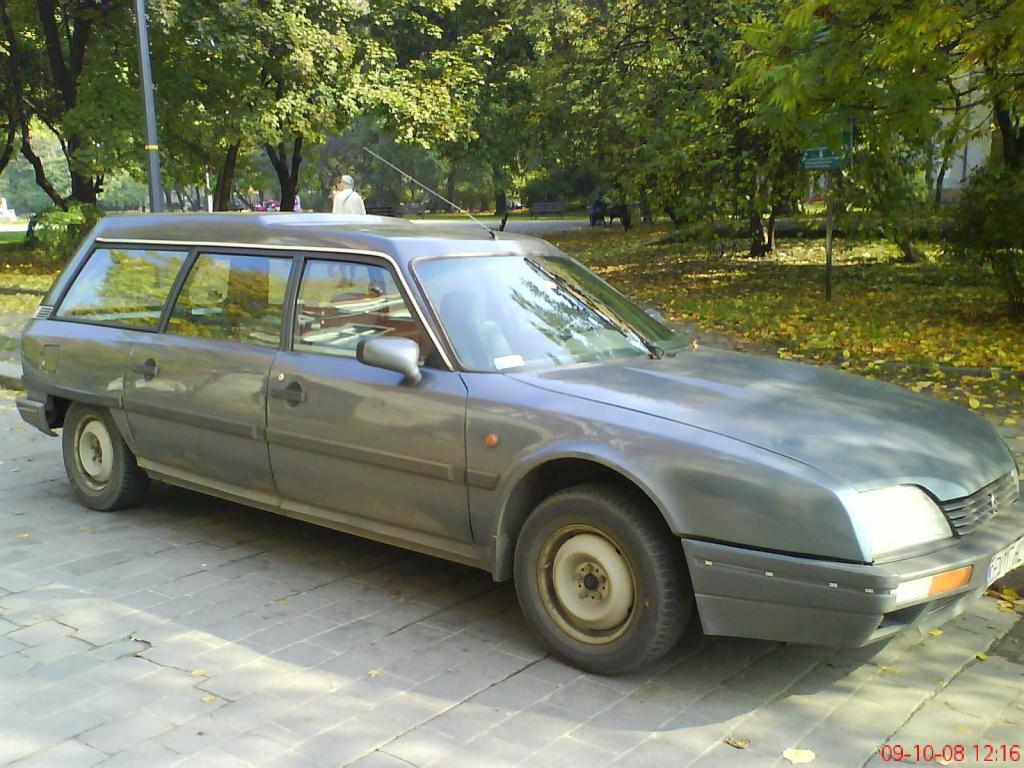
Citroën CX Break (1989-1991)
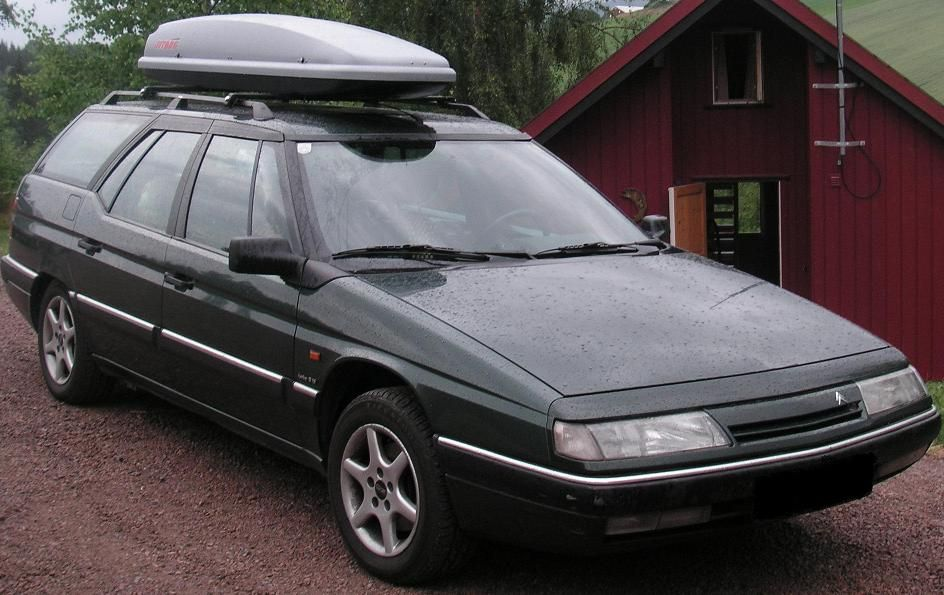
Citroën XM Break (1992-1999)
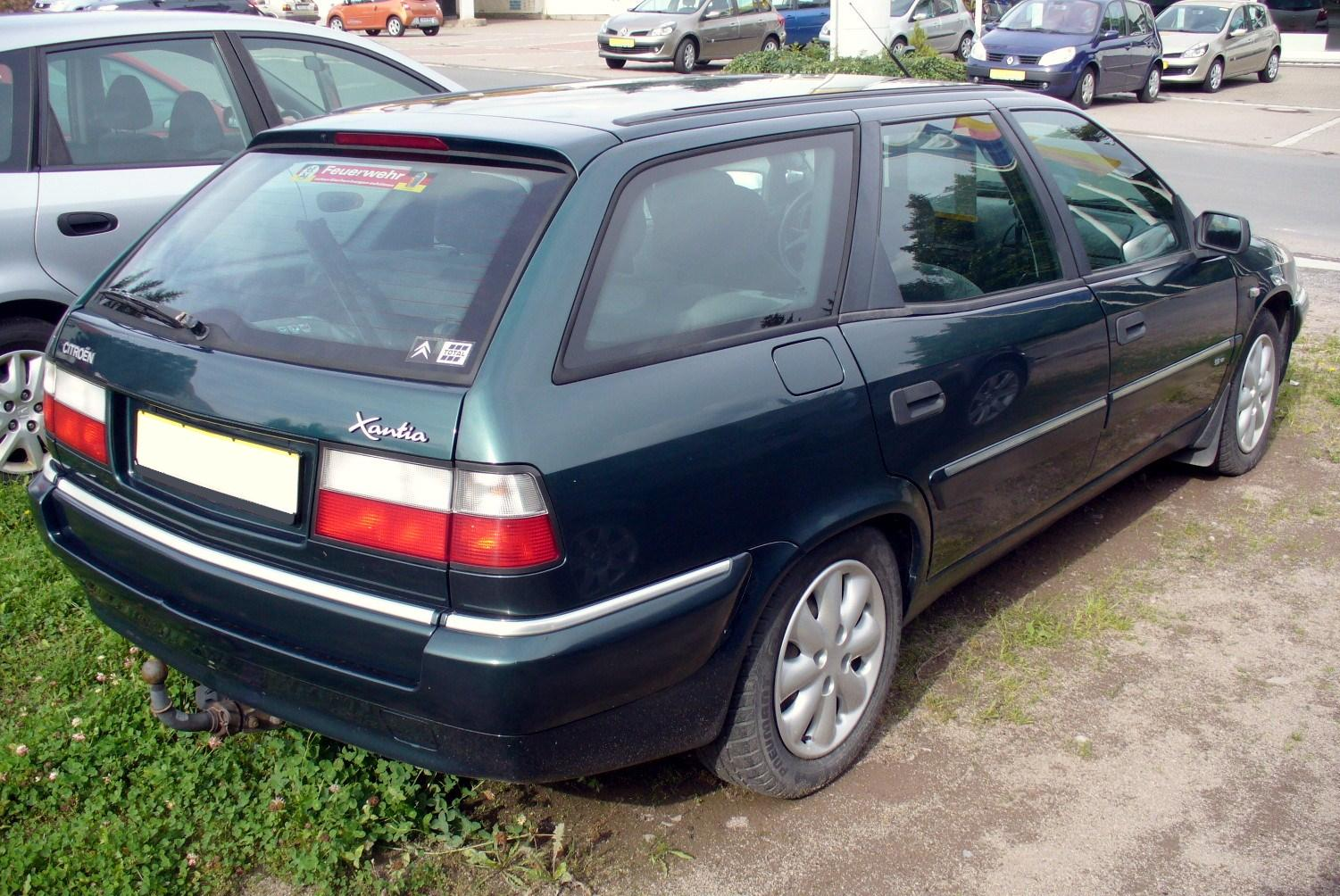
Citroën Xantia Break (1995-2000)
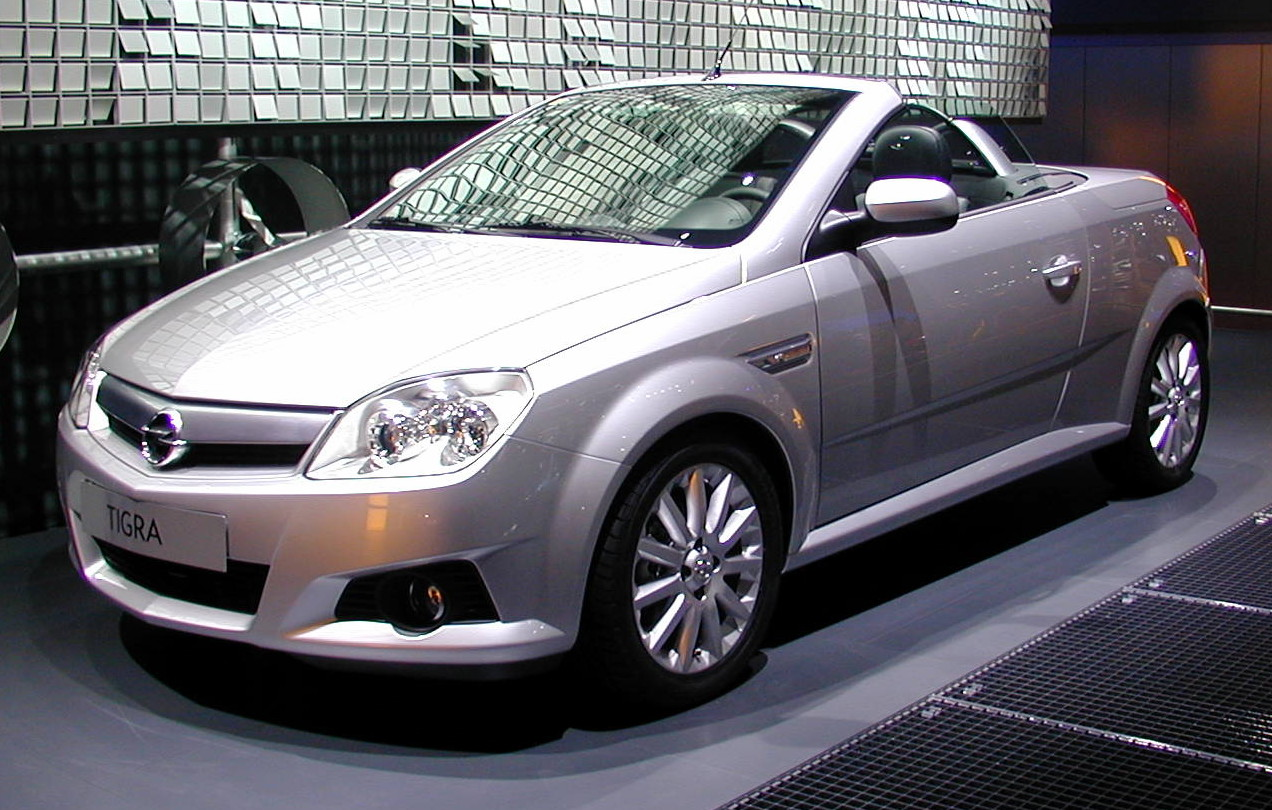
Opel Tigra TwinTop (2004-2009)

- Citroën BX Break (1985-1994)
- Citroën CX Break (1989-1991)
- Citroën XM Break (1992-1999)
- Citroën Xantia Break (1995-2000)
- Opel Tigra (2004-2009)

### Véhicules de petite série produits par Heuliez
- Citroën BX Ambulance
- Citroën CX Ambulance
- Renault 5 Le Car Van (1979)
- Citroën Visa découvrable (1983-1985)
- Citroën Visa Chrono (1982)
- Citroën Visa Mille Pistes (1983)
- Peugeot 205 Turbo 16 (1984)
- Citroën BX 4TC (1986)
- Citroën M35 à moteur rotatif
- Peugeot 604 HLZ (Limousine) (1978-1984)
- Renault 25 Limousine (1985-1986)

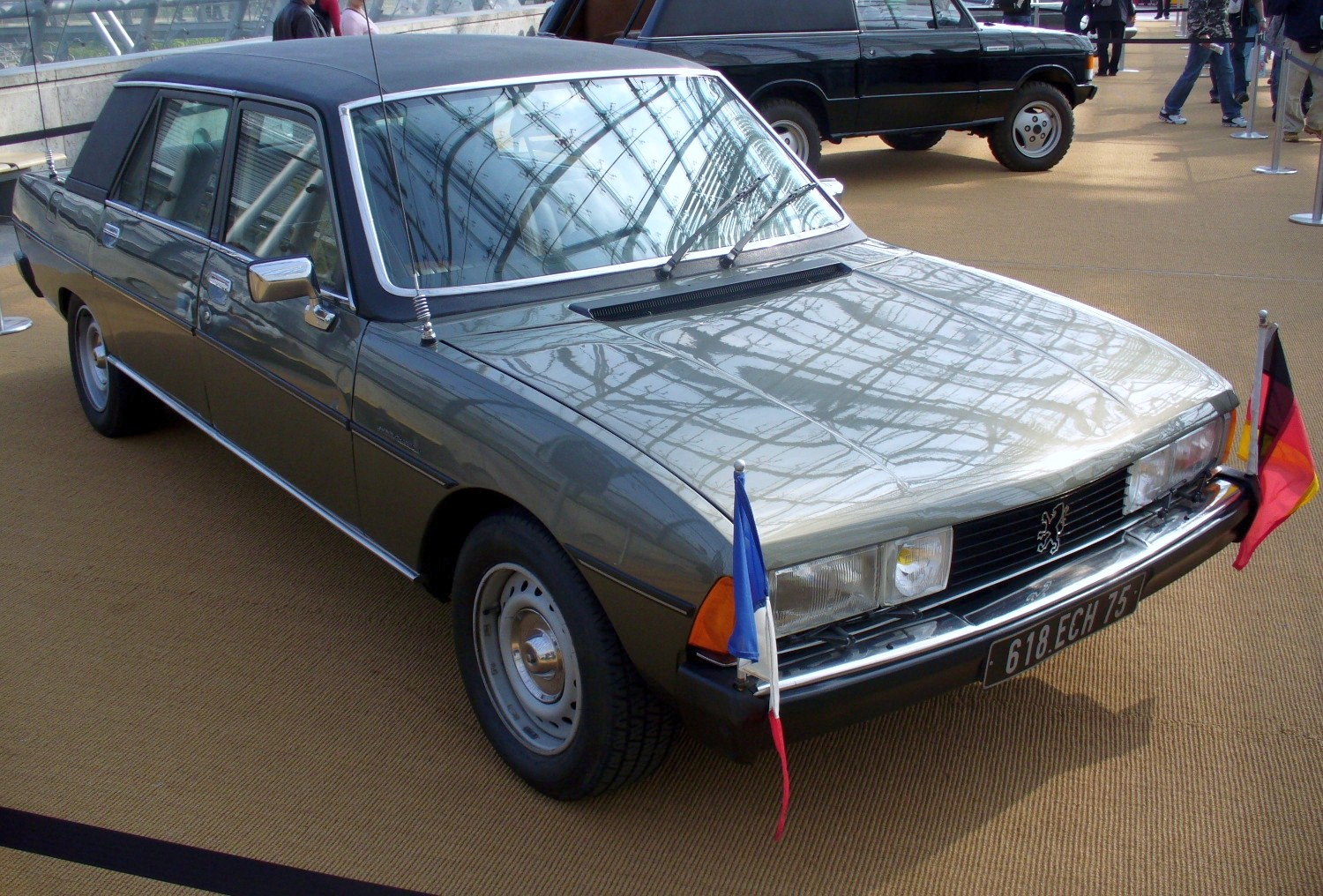
Peugeot 604 de Valéry Giscard d'Estaing（1975）
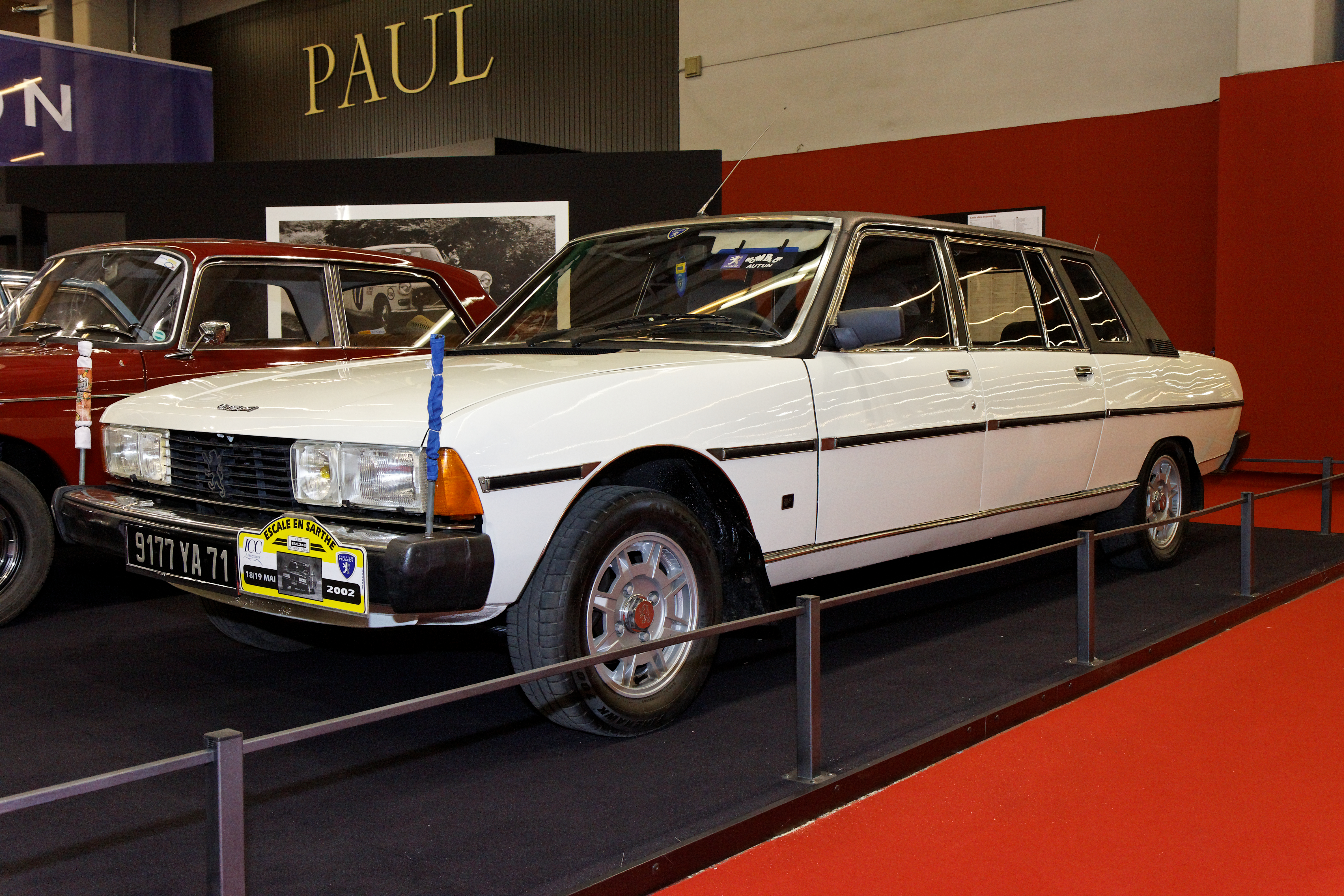
Peugeot 604 Limousine（1978-1984）
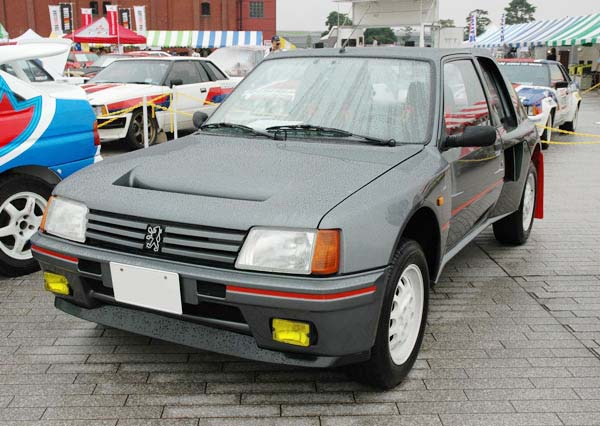
Un des 200 exemplaires de 205 Turbo 16 de série.
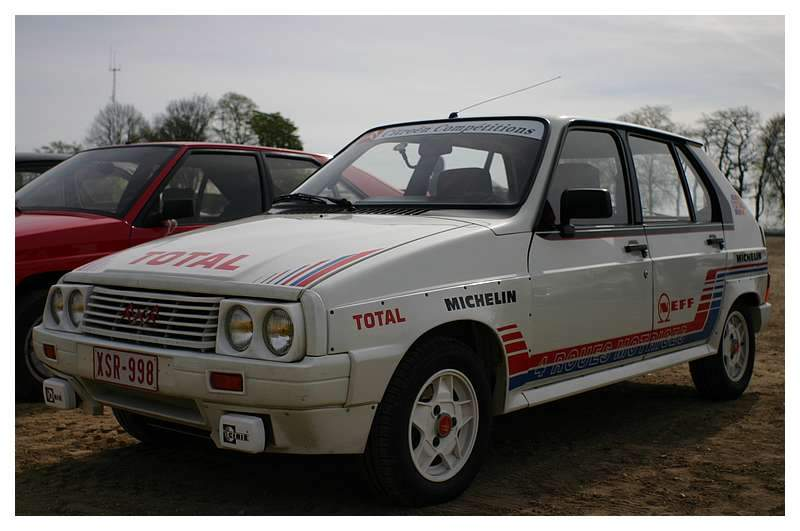
Citroën VISA 1000 pistes（1984）
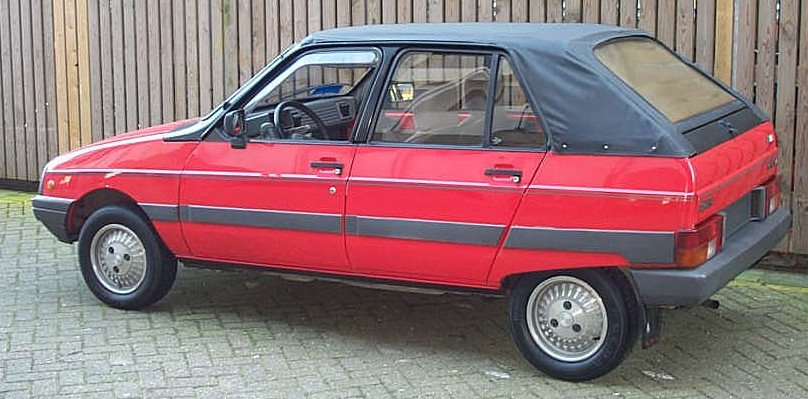
Citroën VISA décapotable（1984）
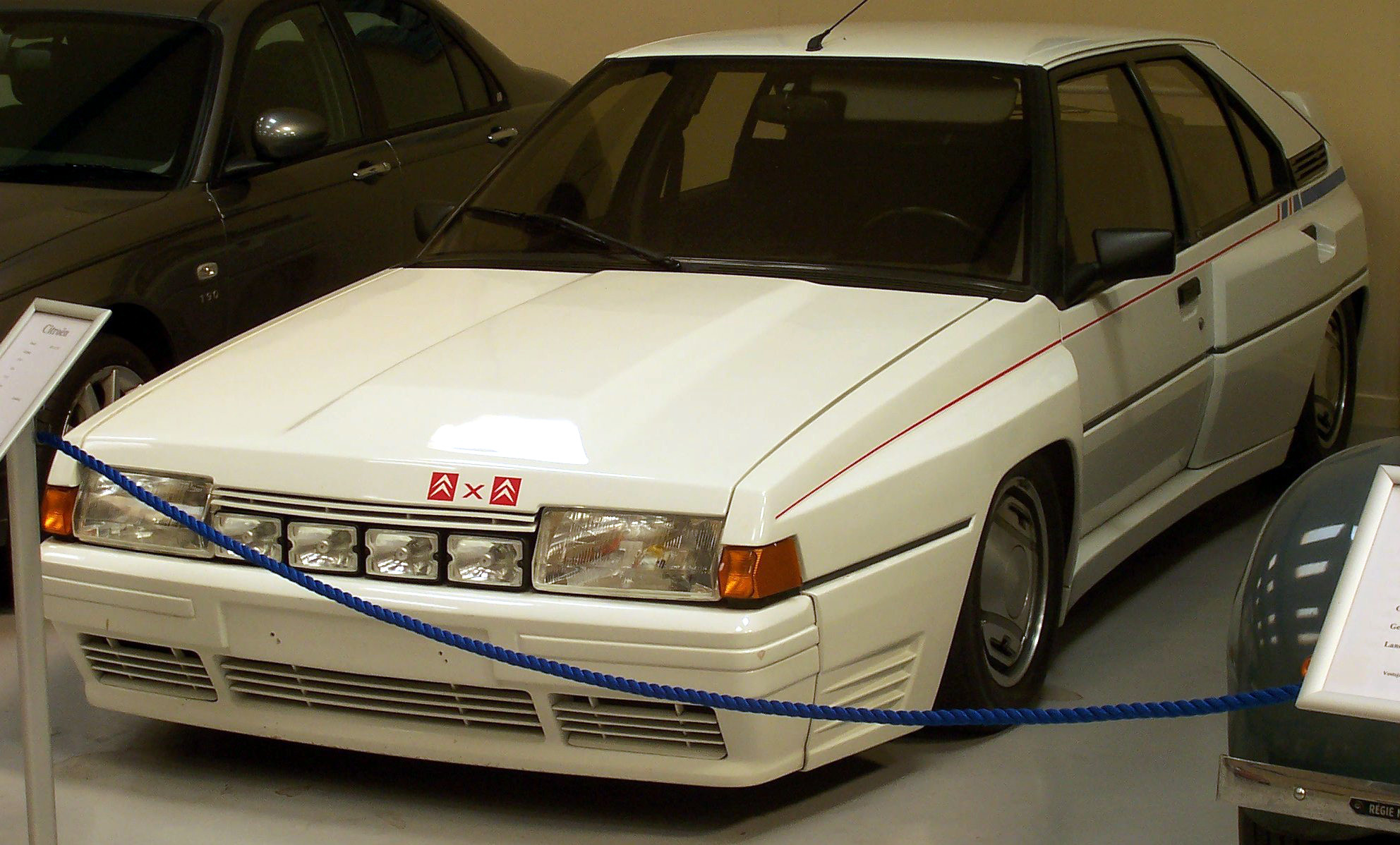
Citroën BX 4TC（1986）

### Véhicules électriques
- Citroën AX Electrique
- Citroën Saxo Electrique
- Peugeot 106 Electrique
- Renault Clio Electrique

### Éléments produits pour des véhicules de grande série

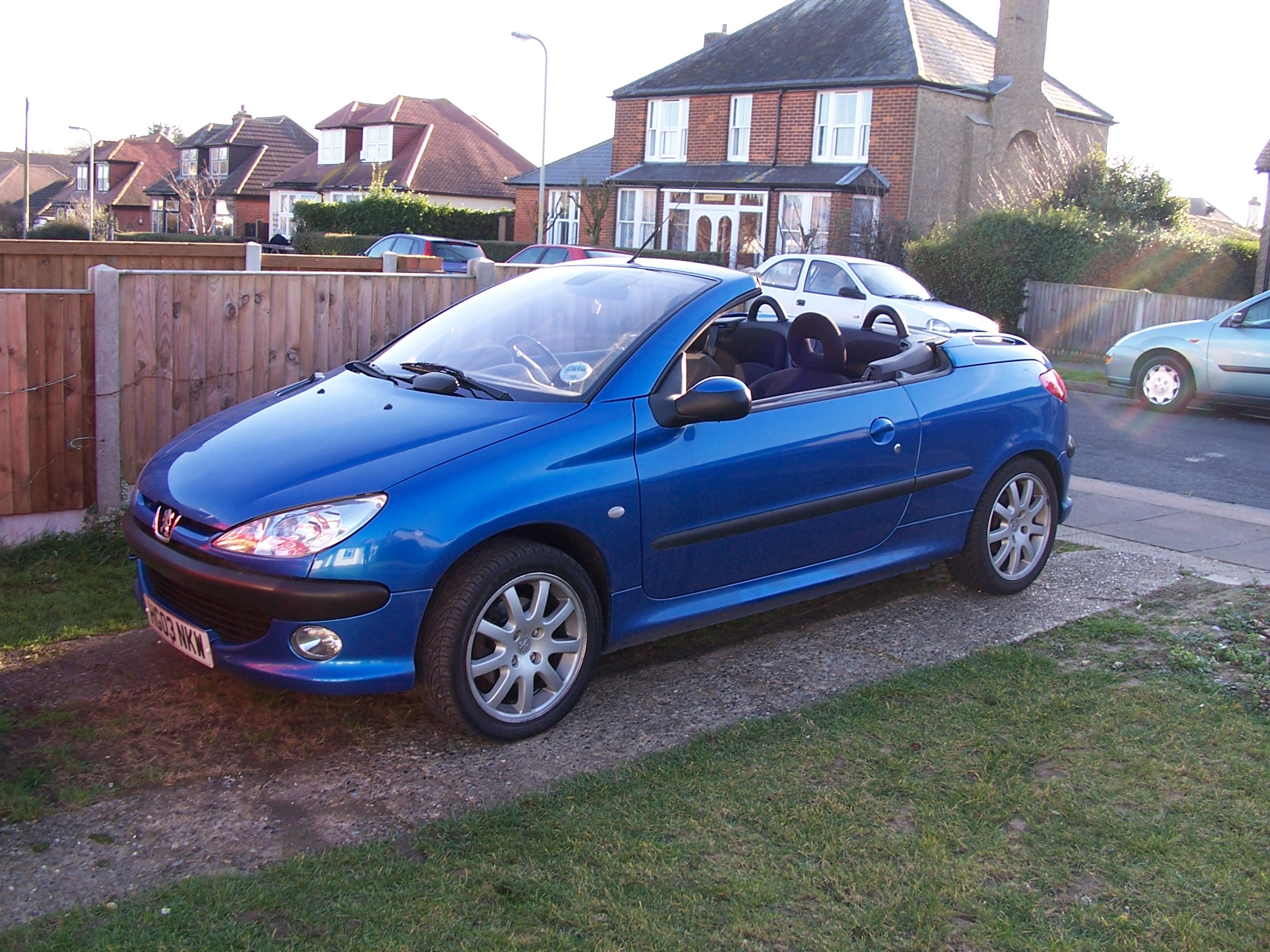
Peugeot 206 CC（2001-2007)

- Peugeot 206 CC (2001-2007) (toit rétractable)
- Renault Modus (structure de siège arrière)

### Concept-cars
- Simca 1501 coupé
- Citroën GS cabriolet
- Renault Fuego cabriolet

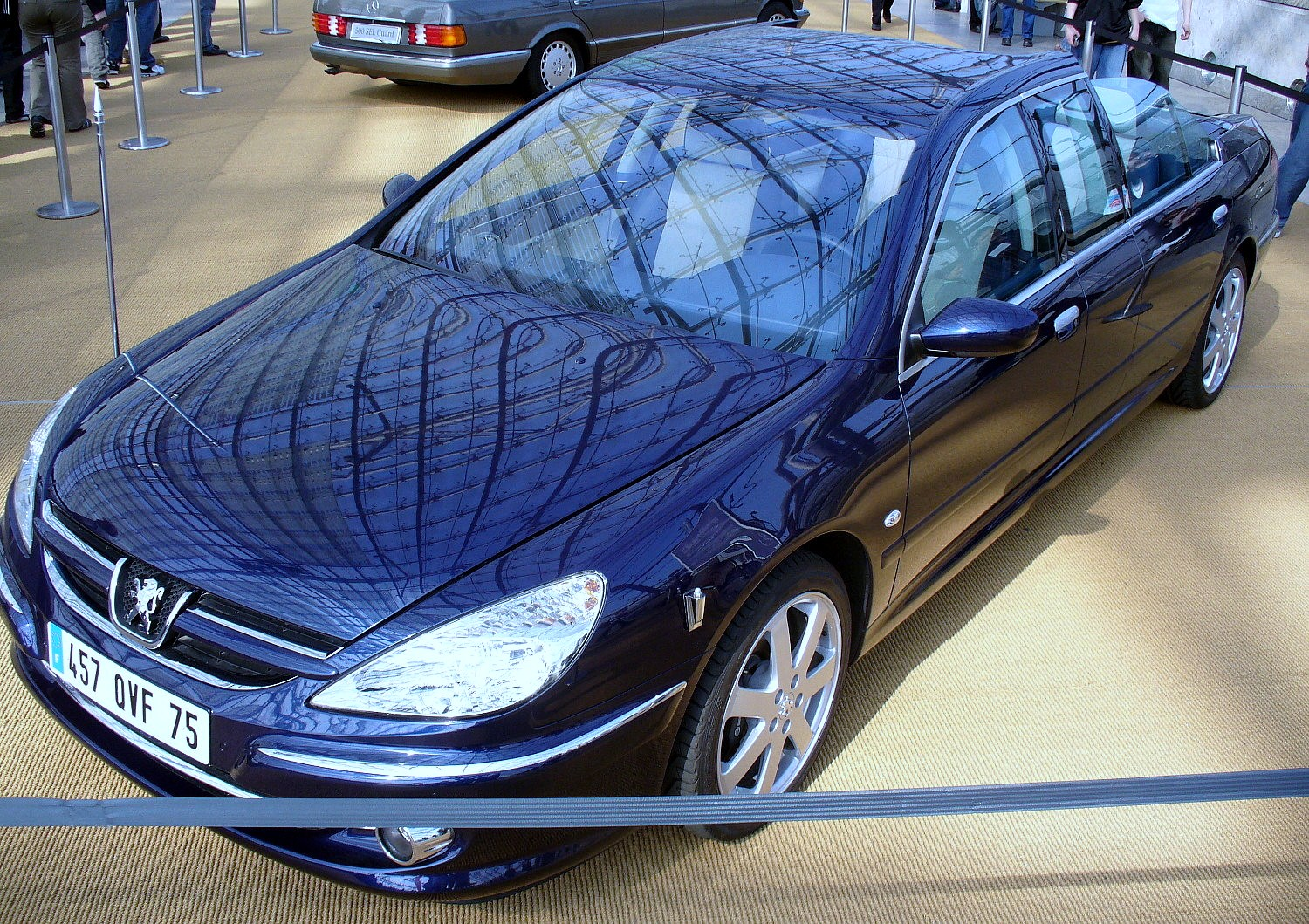
Peugeot 607 Paladine

- Citroën BX Dyana (break de chasse, 1986)
- Citroën BX  coupé
- Citroën AX Evasion (mini break à 7 places)
- Citroën Berlingo Berline Bulle, Grand Large et Coupé de Plage (1996)
- Peugeot 309 break
- Peugeot 405 coupé
- Citroën ZX cabriolet
- Citroën XM palace
- Citroën XM limousine
- Citroën Citela
- Lamborghini Pregunta supercar
- Peugeot 407 Macarena
- Peugeot 607 Paladine (Limousine Landaulet Présidentielle)

## Autocars - Autobus carrossés par Heuliez Bus
- O 305 (standard)
- O 305 G (articulé)
- GX 17 (minibus)
- GX27 (autocar 29 places)
- GX37H (autocar 34 places)
- GX 77H (midibus)
- GX 107 (standard)
- GX 187 (articulé)
- GX 237 (bi-articulé)

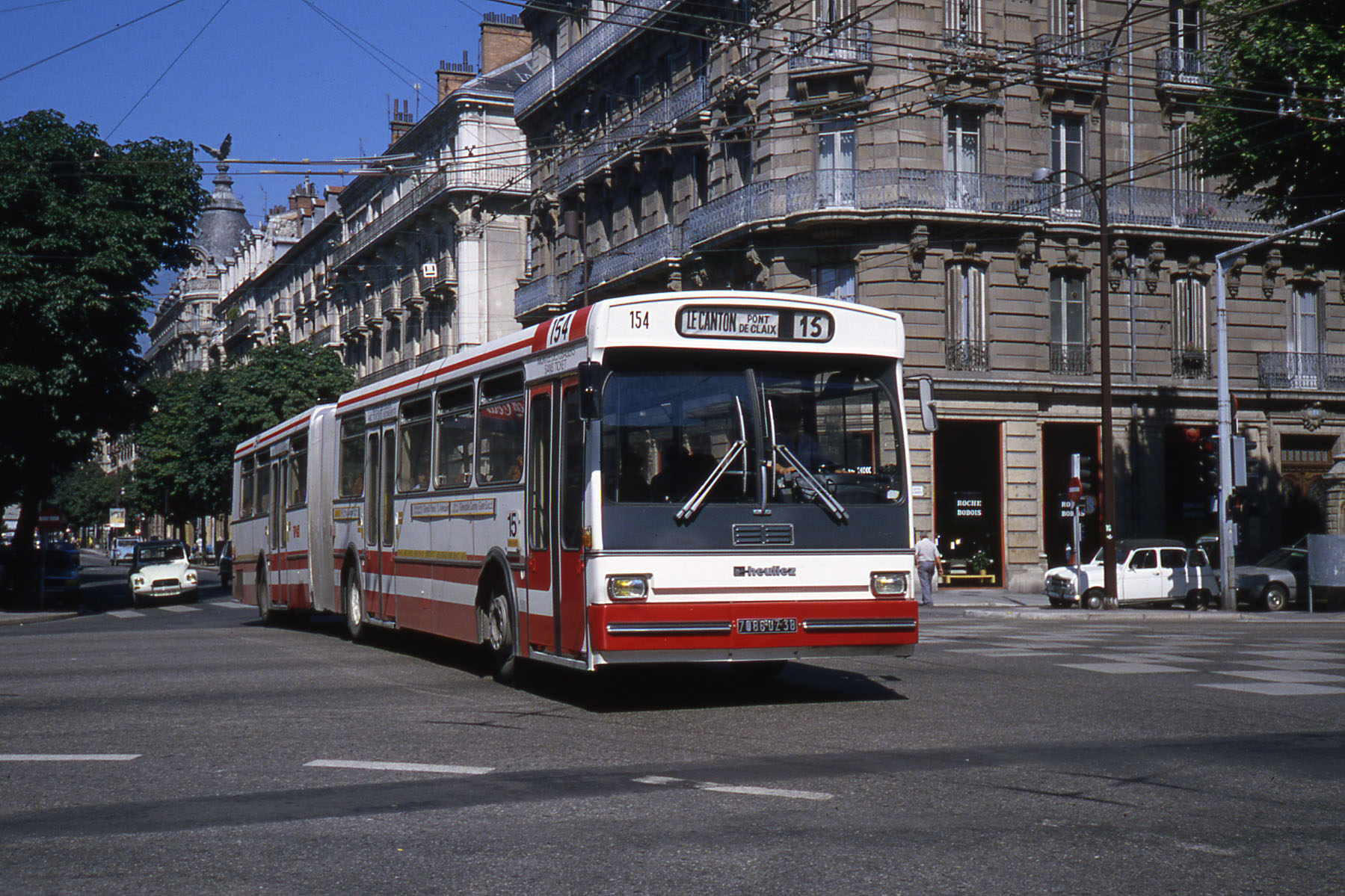
Un Heuliez O 305 G à Grenoble.

- GX 44 (standard pour le réseau TAN de Nantes)
- GX 113 (standard pour le réseau RTM de Marseille)
- GX 117 (midibus) (9,30 mètres)
- GX 117 L (midibus) (10,50 mètres)
- GX 127 (midibus) (9,42 mètres)
- GX 127 L (midibus) (10,64 mètres)
- GX 137 (midibus) (9,52 mètres)
- GX 137 L (midibus) (10,75 mètres)
- GX 217 (standard)
- GX 217 GNV (standard)
- GX 317 (standard)
- GX 317 GNV (standard)
- GX 317 GPL (standard)
- GX 327 (standard)
- GX 327 GNV (standard)
- GX 337 (standard)
- GX 337 Hybride (standard)
- GX 337 Électrique (standard)
- GX 417 (articulé)
- GX 417 GNV (pour le réseau STAN de Nancy) (articulé)
- GX 427 (articulé)
- GX 427 GNV (articulé)
- GX 427 Hybride (articulé)
- GX 437 (articulé)
- GX 437 Hybride (articulé)

## Éléments industriels
- Cabine d'hélicoptère (Eurocopter)
- Cabine d'engins de Manutention et TP (Manitou)